# La Cité des esclaves
Autre
Doreiku Boku to 23 Nin no Dorei (僕と23人の奴隷) est un roman de Shinichi Okada, dont trois tomes sont sortis en 2012, réédités à partir de 2013.
Le roman est adapté sous la forme d'un seinen manga, La Cité des esclaves (奴隷区 僕と23人の奴隷, Dorei-ku - Boku to 23 Nin no Dorei), scénarisé par Shinichi Okada et dessiné par Hiroto Ōishi, prépublié dans le magazine en ligne Estar et publié par l'éditeur Futabasha en un total de dix volumes reliés sortis entre décembre 2012 et octobre 2016. La version française est éditée en intégralité par Casterman dans la collection Sakka.
Une suite dessinée par Takayoshi Kuroda et intitulée Doreiku - Gang Age (奴奴隷区-GANG AGE) est prépubliée sur le site internet Piccoma de Kakao Japan entre octobre 2019 et octobre 2020 et publiée au format relié en un total de trois volumes.
Une adaptation du manga en film en prise de vues réelles, Doreiku: Boku to 23-nin no dorei, sort le 28 juin 2014 au Japon.
Une adaptation en série télévisée animée du manga produite par Zero-G et TNK est diffusée du 13 avril 2018 au 29 juin 2018 au Japon.

## Synopsis
« Ennui, soif de vengeance, volonté de domination ? Le SCM est fait pour vous ! Rejoignez la communauté des porteurs de ce nouvel appareil révolutionnaire, défiez ses membres et faites-en des esclaves qui obéiront aveuglément, même au plus inavouables de vos désirs. Mais soyez sûr de votre coup, ou c’est vous qui deviendrez la chose de votre adversaire ! »
Tokyo, de nos jours. Une jeunesse désabusée joue à se faire peur grâce à un objet qui alimente de nombreuses rumeurs sur internet : le SCM, ou Slave Control Method, qui permettrait d’instaurer avec sa cible une relation de maître à esclave. Il n’en faut pas plus à toute la galerie de protagonistes de ce jeu de massacre d’un nouveau genre pour se lancer dans une course éperdue à la manipulation où mensonges et coups bas sont de mise.

## Personnages
Eia Arakawa (荒川 エイア, Arakawa Eia)
Voix japonaise : Hibiku Yamamura (en)
Yūga Ohta (大田 ユウガ, Ōta Yūga)
Voix japonaise : Ryōta Suzuki
Julia Katsushika (葛飾 ジュリア, Katsushika Juria)
Voix japonaise : Sayaka Senbongi
Seiya Shinjuku (新宿 セイヤ, Shinjuku Seiya)
Voix japonaise : Hikaru Midorikawa
Ayaka Toshima (豊島 アヤカ, Toshima Ayaka)
Voix japonaise : Suzuna Kinoshita
Ataru Chūō (中央 アタル, Chūō Ataru)
Voix japonaise : Katsuyuki Konishi
Lucy Suginami (杉並 ルシエ, Suginami Rushie)
Voix japonaise : Nozomi Nishida
Masakazu Meguro (目黒 マサカズ, Meguro Masakazu)
Voix japonaise : Yasuhiko Kawazu
Shinnosuke Tachikawa (立川 シンノスケ, Tachikawa Shinnosuke)
Voix japonaise : Showtaro Morikubo
Takio Minato (港 タキオ, Minato Takio)
Voix japonaise : Yusuke Shirai
Sachi Shibuya (渋谷 サチ, Shibuya Sachi)
Voix japonaise : Hikaru Yūki
Tsubaki Setagaya (世田谷 ツバキ, Setagaya Tsubaki)
Voix japonaise : Kazuyuki Okitsu
Shiwori Adachi (足立 シヲリ, Adachi Shiwori)
Voix japonaise : Sarara Yashima
Taiju Nakano (中野 タイジュ, Nakano Taiju)
Voix japonaise : Ayumu Murase
Zenichi Bunkyō (文京 ゼンイチ, Bunkyō Zen'ichi)
Voix japonaise : Tetsu Inada
Zushiōmaru Sumida (墨田 ズシオウマル, Sumida Zushiōmaru)
Voix japonaise : Kōki Miyata
Maria Chiyoda (千代田 マリア, Chiyoda Maria)
Voix japonaise : Saki Hayakawa
Gekkō Itabashi (板橋 ゲッコウ, Itabashi Gekkō)
Voix japonaise : Kengo Kawanishi
Zero Shinagawa (品川 ゼロ, Shinagawa Zero)
Voix japonaise : Sachi Kokuryu
Muon Nerima (練馬 ムオン, Nerima Muon)
Voix japonaise : Ken'yū Horiuchi
Minami Kita (北 ミナミ, Kita Minami)
Voix japonaise : Saeko Kamimura

## Médias

### Roman
Shinichi Okada publie originellement le roman Doreiku Boku to 23 Nin no Dorei (僕と23人の奴隷) en tant que web fiction (en) sur le site internet de Everystar avant que Futabasha récupère la licence, publiant les trois romans entre 2013 et 2014.
La série principale est suivie d'une série secondaire, Dorei-ku: Boku to 23-nin no Dorei.ex (奴隷区 僕と23人の奴隷 ex.), ainsi qu'une suite, Doreiku 2nd Shinjuku Kikō Kai (奴隷区2nd. 新宿奇行会), toutes deux sorties en 2014.
Une seconde suite, Dai Doreiku: Kimi to 1-Oku 3-Senban no Dorei (大奴隷区 君と1億3千万の奴隷), est publiée en quatre volumes depuis 2017.

### Manga
En 2012, le dessinateur Hiroto Ōishi débute une adaptation manga du roman sur le site internet Everystar, et Futabasha publie la série au format tankōbon avec un total de 10 volumes sortis entre le 12 décembre 2012et le 28 octobre 2016.
La version française est éditée en intégralité par Casterman dans la collection Sakka avec un total de dix volumes sortis entre le 3 septembre 2014 et le 21 juin 2017.
Une nouvelle adaptation du manga dessinée par Takayoshi Kuroda et intitulée Doreiku - Gang Age (奴奴隷区-GANG AGE) est prépubliée sur le site internet Piccoma de Kakao Japan entre octobre 2019 et octobre 2020, et publiée au format relié en un total de trois volumes.

#### Liste des volumes

##### La Cité des esclaves
| no | Japonais          | Japonais          | Français         | Français          |
| no | Date de sortie    | ISBN              | Date de sortie   | ISBN              |
| -- | ----------------- | ----------------- | ---------------- | ----------------- |
| 1  | 13 décembre 2012  | 978-4-575-84171-8 | 3 septembre 2014 | 978-2-203-08798-9 |
| 2  | 26 avril 2013     | 978-4-575-84224-1 | 7 janvier 2015   | 978-2-203-08799-6 |
| 3  | 28 août 2013      | 978-4-575-84281-4 | 8 avril 2015     | 978-2-203-08800-9 |
| 4  | 27 décembre 2013  | 978-4-575-84328-6 | 13 mai 2015      | 978-2-203-09038-5 |
| 5  | 28 mai 2014       | 978-4-575-84416-0 | 26 août 2015     | 978-2-203-09039-2 |
| 6  | 28 octobre 2014   | 978-4-575-84519-8 | 21 octobre 2015  | 978-2-203-09894-7 |
| 7  | 27 mars 2015      | 978-4-575-84602-7 | 17 février 2016  | 978-2-203-10170-8 |
| 8  | 25 septembre 2015 | 978-4-575-84685-0 | 25 mai 2016      | 978-2-203-10178-4 |
| 9  | 12 mai 2016       | 978-4-575-84801-4 | 8 février 2017   | 978-2-203-10184-5 |
| 10 | 28 octobre 2016   | 978-4-575-84874-8 | 21 juin 2017     | 978-2-203-12230-7 |

##### Doreiku - Gang Age
| no | Japonais       | Japonais          |
| no | Date de sortie | ISBN              |
| -- | -------------- | ----------------- |
| 1  | 7 février 2020 | 978-4-040-73505-4 |
| 2  | 7 août 2020    | 978-4-040-73772-0 |
| 3  | 9 février 2021 | 978-4-040-73985-4 |

### Film en prise de vues réelles
Une adaptation en film en prise de vues réelles, Doreiku: Boku to 23-nin no dorei, est sortie le 28 juin 2014 au Japon.

### Série d'animation

Logo de la version internationale de la série animée.

Une adaptation en série télévisée animée du manga est annoncée le 7 octobre 2017. Ryōichi Kuraya scénarise et réalise la série, et l'animation est produite par Zero-G et TNK. Le chara-design et la direction de l'animation sont assurés par Junji Goto. La série est diffusée du 13 avril 2018 au 29 juin 2018, sur BS11 et Tokyo MX. Netflix diffuse la série au Japon. Le thème d'ouverture est Karakara na Kokoro (カ ラ カ ラ な 心) de Shōgo Sakamoto et le thème final est BJ de Pile. Sentai Filmworks a acquis les droits aux États-Unis et a diffusé l'anime sur Hidive.

#### Liste des épisodes
| No | Titre de l’épisode en français | Titre original de l’épisode | Date de 1re diffusion |
| -- | ------------------------------ | --------------------------- | --------------------- |
| 1  | Choix                          | 選択 -sentaku-              | 13 avril 2018         |
| 2  | Joug                           | 束縛 -sokubaku-             | 20 avril 2018         |
| 3  | Masochisme                     | 被虐 -higyaku-              | 27 avril 2018         |
| 4  | Plan                           | 計画 -keikaku-              | 4 mai 2018            |
| 5  | Confusion                      | 困惑 -konwaku-              | 11 mai 2018           |
| 6  | Prise de conscience            | 自覚 -jikaku-               | 18 mai 2018           |
| 7  | Soumission                     | 隷属 -reizoku-              | 25 mai 2018           |
| 8  | Révélations                    | 発覚 -hakkaku-              | 1er juin 2018         |
| 9  | Entrecroisements               | 交錯 -kousaku-              | 8 juin 2018           |
| 10 | Chute                          | 転落 -tenraku-              | 15 juin 2018          |
| 11 | Récolte                        | 収穫 -syukaku-              | 22 juin 2018          |
| 12 | Détonation                     | 起爆 -kibaku-               | 29 juin 2018          |